# Sankt Peter-Ording

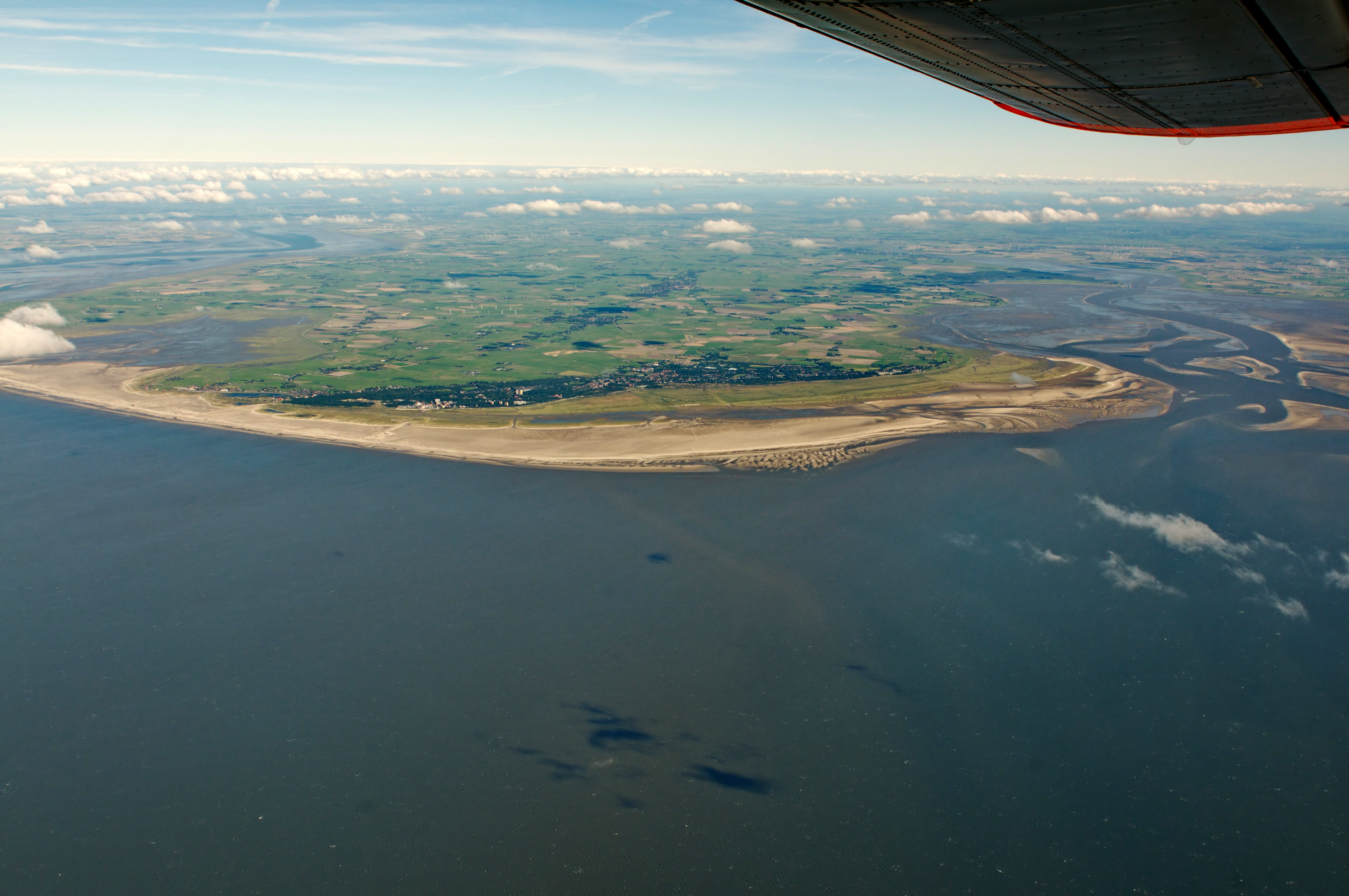
St. Peter-Ording

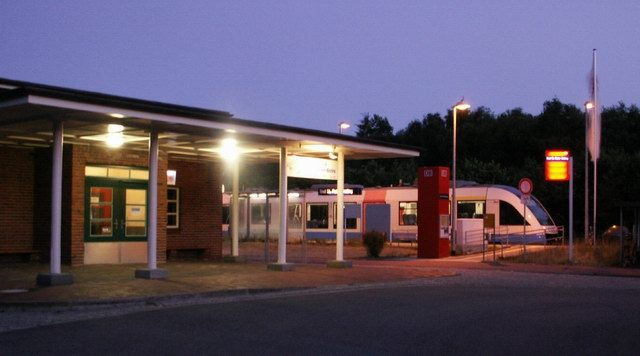
Vasútállomás Bad St Peter Ording

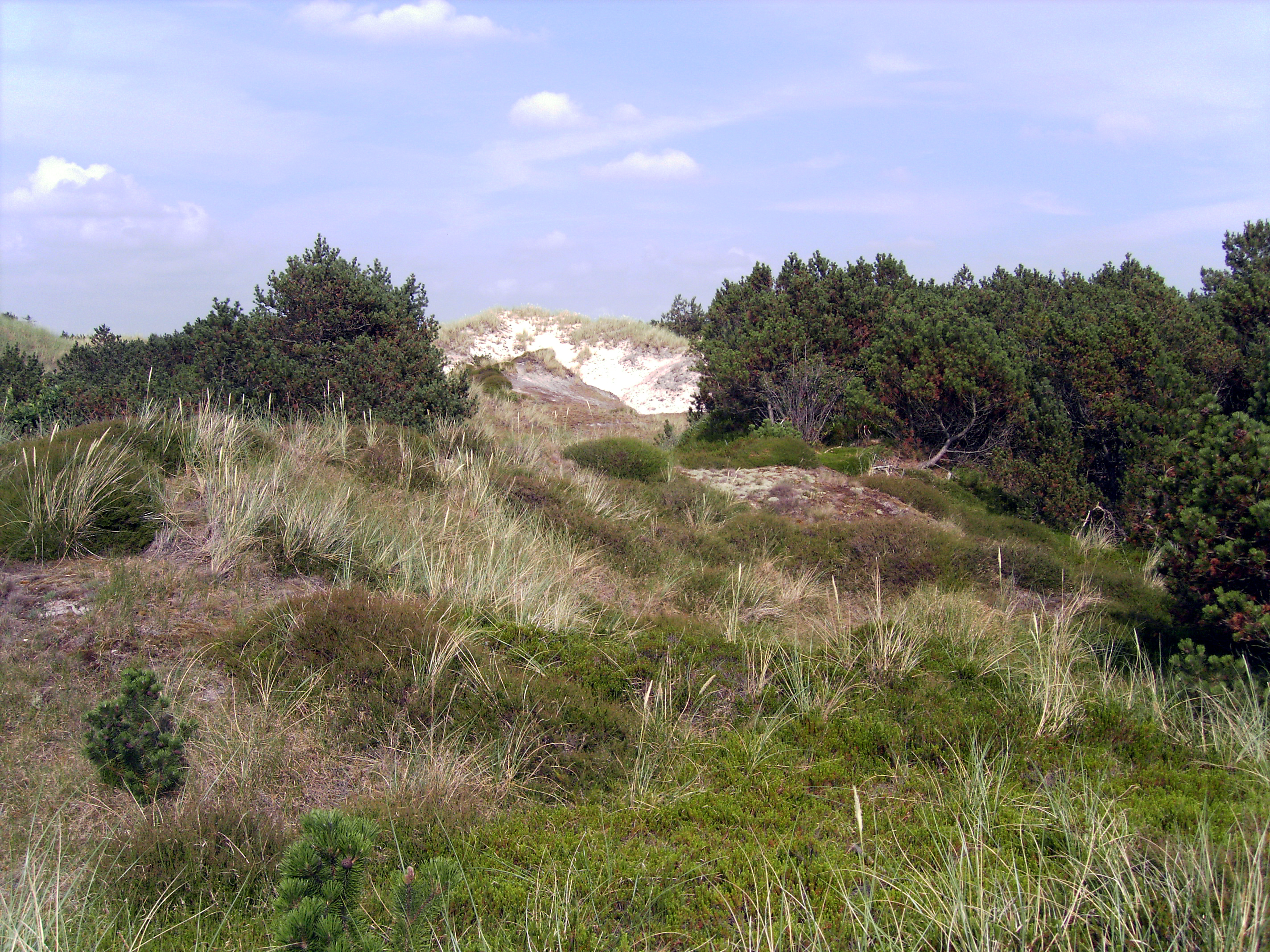
Tengerparti dűne

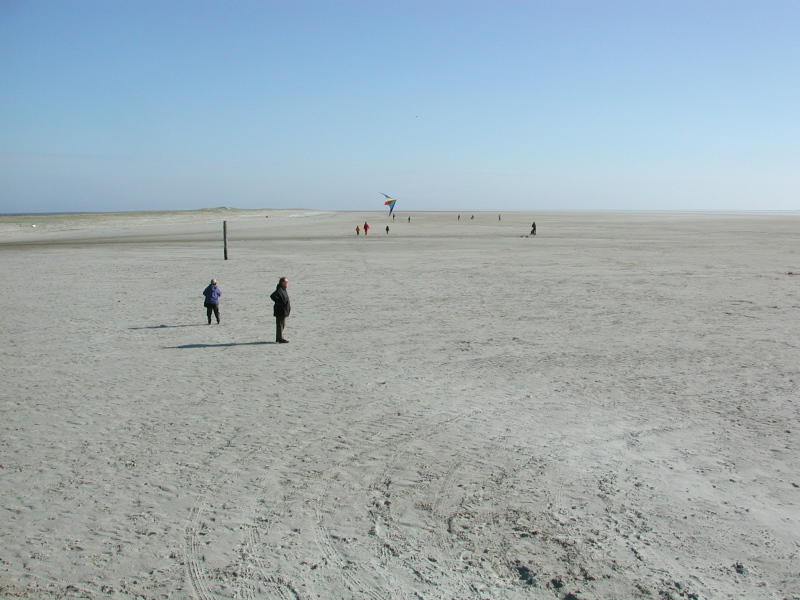
A tengerpart

Sankt Peter-Ording Németország legnagyobb tengerparti fürdője. A Nordfriesland önkormányzati területének része, Schleswig-Holstein tartományban.

## Földrajz
Sankt Peter-Ording az Északi-tenger partján található, az Eiderstedt félsziget legnyugatibb csúcsán, kb. 45 km-re délnyugatra helyezkedik el Husumtól. Strandja körülbelül 12 km hosszú és legfeljebb egy kilométer széles. A település környékére a dűnék, a szikes rétek és a megművelt erdős területek jellemzőek.

## Éghajlata
Mint jellemzően a part menti régióknak, Sankt Peter-Ordingnak is óceáni éghajlata van, tehát enyhe telek és hűvös nyarak jellemzik ezt a területet. Nagyon alacsony allergéntartalmú levegője különösen tiszta.